# DeeldeRadio
DeeldeRadio was een Nederlands radiomuziekprogramma dat sinds 2007 bij Arrow Jazz FM te beluisteren viel. Er werd uitsluitend jazz gedraaid uit de collectie van presentator en notoir platenverzamelaar Jules Deelder (1944-2019). Deelder hoorde liever de krasjes en tikken - en soms zelfs de mono-persingen van zijn eigen exemplaren - dan de optimale uitgaven op cd.
Opmerkelijk aan het programma was dat Deelder niet veel praatte, maar vooral dj was. Hijzelf zei hierover: "Over muziek wordt veel gezeken, wij doen daar niet aan mee, wij draaien liever plaatjes".

## Meer informatie
- https://web.archive.org/web/20160304133450/http://www.broadcastmagazine.nl/tag/deelderadio/
- Een overzicht van enkele van zijn playlisten in het programma.